# لارنس راکفلر
لارنس راکفلر (انگلیسی: Laurance Rockefeller; ۲۶ مهٔ ۱۹۱۰ – ۱۱ ژوئیهٔ ۲۰۰۴) سرمایه‌گذار، طرفدار محیط زیست و کارآفرین اهل ایالات متحده آمریکا بود. او برندهٔ نشان افتخار آزادی رئیس‌جمهوری شده‌است.